# Como 1907
Como 1907, comunament conegut com a Como, és un club de futbol professional italià amb seu a Como, Llombardia. El club competeix a la Sèrie A, el primer nivell del futbol italià.
Fundat el 1907 com a Como Foot-Ball Club, el club va adoptar el blau reial com a colors, i ha jugat els seus partits a casa a l'Estadi Giuseppe Sinigaglia amb capacitat per a 13.602 persones des de 1928. El club té actualment els propietaris de clubs més rics del futbol italià després que el club fos comprat pels germans Hartono (Robert Budi Hartono i Michael Bambang Hartono) a través de Djarum Group el 2019. Els accionistes minoritaris del club inclouen el seu actual entrenador en cap, Cesc Fàbregas, i la llegenda del futbol Thierry Henry.
La primera temporada del Como a la màxima categoria del futbol italià va ser a la Prima Categoria 1913–14, i hi va romandre fins al descens el 1922. El Como va assegurar la seva il·lustre història a la temporada 1930–31, quan Gedeon Lukács va liderar un ascens triomfal a la Serie B, on el Como va acabar invicte tant a la temporada regular com als play-offs de la Prima Divisione, marcant 90 gols en 32 partits i només encaixant 24 gols.
Els descensos consecutius dels anys 2000 van causar dificultats financeres al Como. El 2004, el club va ser declarat en fallida i exclòs de la participació en el futbol professional italià. Immediatament van ser admesos a la Sèrie D, el màxim nivell del futbol no professional a Itàlia, on van passar tres temporades abans de guanyar l'ascens a la Sèrie C2 el 2007. Després d'una nova fallida el 2016, una nova empresa va tornar a fundar el club el 2017 i va ser admesa a la Sèrie D.
Des que van ser comprats pels germans Hartono, que van ser classificats com els 64è i 66è homes més rics per Forbes el 2022 i els homes més rics d'Itàlia el 2024, el club va tornar a la Sèrie B i el 2024, per primera vegada. en 21 anys, va ser ascendit a la Sèrie A. Sota la propietat dels germans Hartono, el Como va aconseguir un valor de 1.000 milions d'euros.

## Història

### Fundació i primers anys

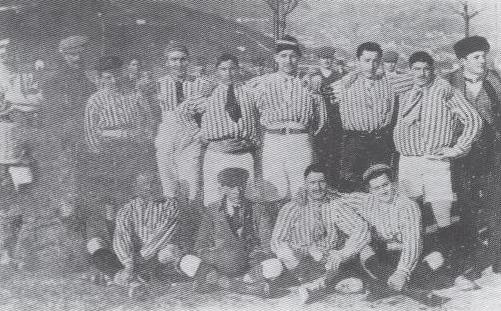
Un dels primers equips del Como, 1910.

El club va ser fundat el 25 de maig de 1907 com a Como Foot-Ball Club, per un comitè de socis reunit al bar Taroni, situat a la cèntrica Via Cinque Giornate, la primera seu del club. En els primers anys després de la seva fundació, el Como va jugar partits amistosos i tornejos locals, competint contra equips de Milà i Suïssa. L'1 d'octubre de 1911, el club va participar en la inauguració del Campo via dei Mille jugant un partit amistós, derrotant el Bellinzona per 3-1. El Como va utilitzar el terreny per acollir els seus partits a casa durant els següents anys.
L'any 1912, després de fusionar-se amb el club estudiantil "Minerva", el club va participar en la qualificació per a l'ingrés a la Prima Categoria. El 20 d'octubre, a la primera ronda, el club va ser derrotat per 3-1 davant el Savona a Torí. Per tant, el Como va ser inscrit al grup Promozione de la Llombardia i va jugar el seu primer partit el 17 de novembre de 1912 amb una victòria per 5-0 sobre el Brescia a Campo via dei Mille. La primera aparició del club a la competició de primer nivell va ser a la Prima Categoria 1913–14, després que l'equip fos convidat a unir-s'hi, i hi va romandre fins al 1922.
El 1927, Como es va fusionar amb l'Esperia i va passar a anomenar-se Associazione Calcio Comense, que va guanyar la Copa Volta el mateix any, eliminant l'Inter per 3-0 a la semifinal i guanyant el Gènova per 1-0 a la final. L'any següent, el club va traslladar el seu camp a l'estadi Giuseppe Sinigaglia, després que l'estadi fos inaugurat el 30 de juliol de 1927. El Como va assegurar la seva il·lustre història a la temporada 1930–31, ja que Gedeon Lukács va liderar un ascens triomfal a la Sèrie B, on el Como va acabar invicte tant a la temporada regular com als play-offs de la Prima Divisione, marcant 90 gols en 32 partits i només encaixant 24 gols. L'any següent, en la seva primera experiència a la Sèrie B, el conjunt de Como va evitar el descens amb comoditat, acabant en la novena posició amb un jove Marco Romano com a màxim golejador.
La Segona Guerra Mundial va afectar de manera espectacular tot el moviment del futbol italià, però el Como va aconseguir recuperar-se. El 1945, quan no hi havia campionat nacional, el club va guanyar el Torneo Benefico Lombardo (Torneig per a clubs llombards) que incloïa Milà, Ambrosiana-Inter, Novara Calcio i altres clubs llombards. Després de la guerra, el Como va competir a la Sèrie B i va passar tres anys lluitant pel primer lloc abans de ser ascendit a la Sèrie A per primera vegada el 1949 amb Mario Varglien com a entrenador. La primera experiència del Como a la màxima divisió va durar quatre anys, on en el seu primer any va acabar en sisena posició amb els mateixos punts que el Torino en cinquè lloc. En les temporades següents, Como va despertar simpaties a tota la península per la seva elecció de presentar només jugadors italians en el seu tercer any a la Sèrie A. El club també va esdevenir l'únic líder de la Sèrie A per primera vegada a la seva història quan el 23 de setembre de 1951 després de la tercera jornada de la temporada 1951–52 de la Sèrie A, un punt per davant de l'Inter, la Juventus, el Milà i el Nàpols.

### Temps barrejats

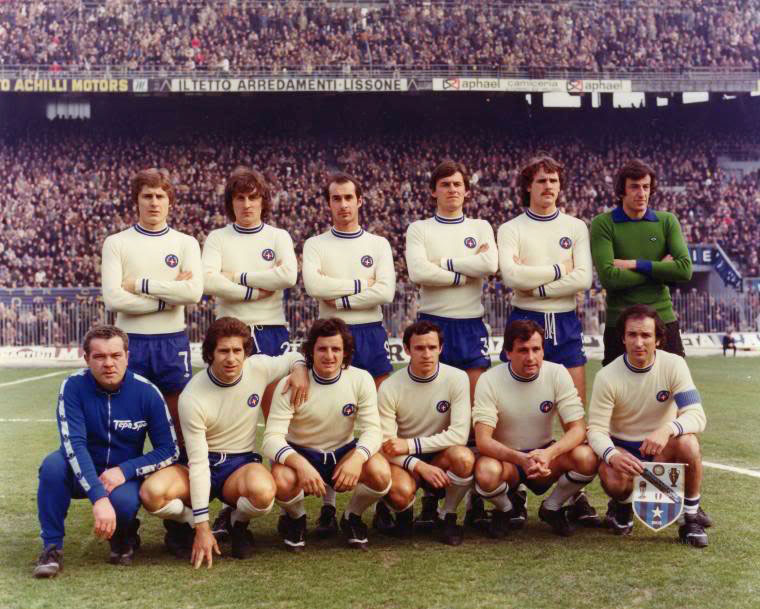
Alineació titular del Como en la derrota fora de casa contra l'Inter (1–2) a la temporada 1975-76 de la Sèrie A.

A principis dels anys 60, la campanya de Como a la segona divisió es va haver d'aturar arran del "cas Bessi", un cas que va començar a l'inici de la temporada de la Sèrie B 1962–63 quan el club va presentar al defensa Paolo Bessi durant cinc partits, que havia acaba de ser comprat a Tau Altopascio sense saber que el jugador encara no havia acabat de complir la condemna d'inhabilitació que li va imposar el Comitè Regional de Toscana de la Lega Nazionale Dilettanti. Després de salvar-se al terreny de joc, el Como va ser castigat amb cinc derrotes per defecte que els van veure relegats a la Sèrie C. En el seu primer any de descens a la Sèrie C, el club va acabar tercer del grup A després d'una plantilla completament rejovenida i renovada per l'entrenador Vinicio Viani, amb Bruno Ballarini i Giovanni Invernizzi sent els pilars del club. Després de quatre anys a la Sèrie C, l'ascens finalment va arribar la temporada 1967–68 quan l'equip va acabar primer del grup A sota la direcció de l'entrenador Franco Viviani i encara dirigit per l'històric capità Bruno Ballarini, el rècord d'aparició del Como en els partits competitius.

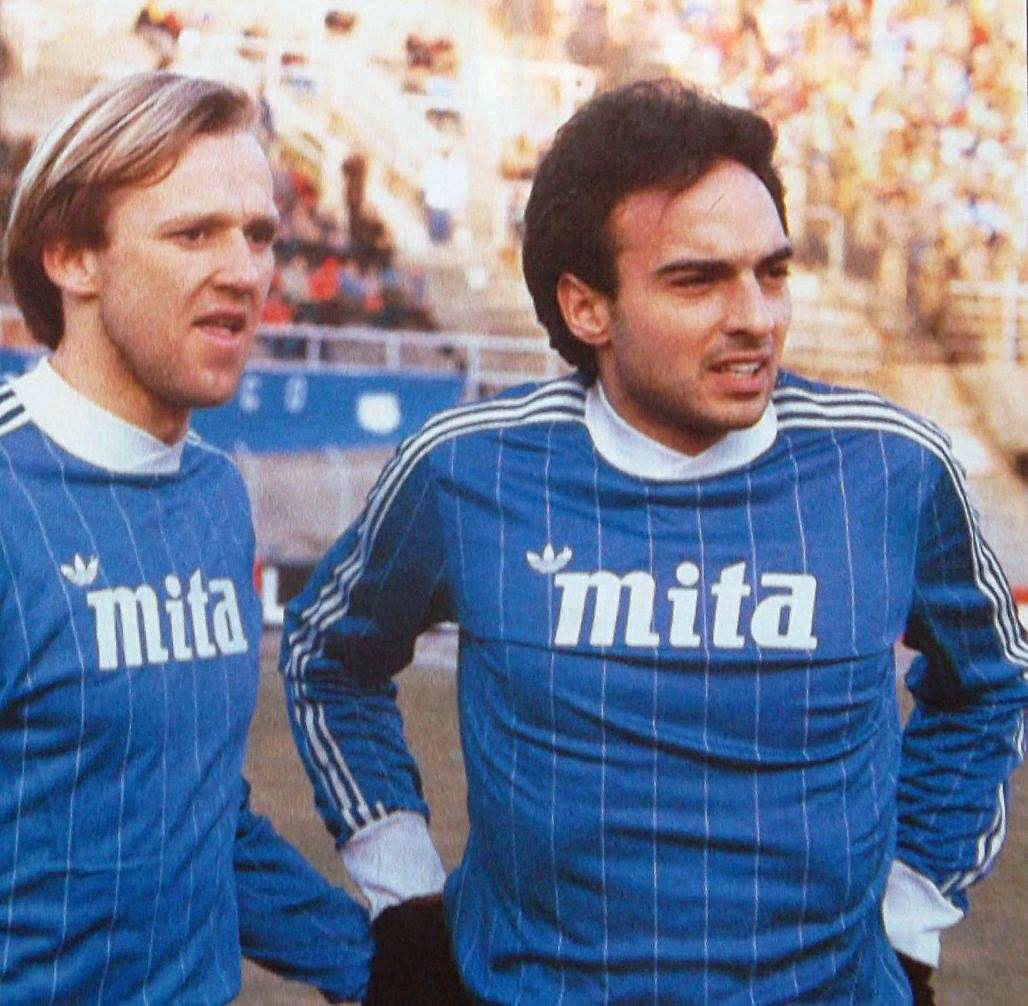
Dan Corneliusson (esquerra) i Hansi Müller (dreta) jugant al Como a la temporada 1984–85 de la Sèrie A.

A la temporada 1973–74, després de l'arribada de Giuseppe Marchioro com a entrenador, el Como va tornar a lluitar per l'ascens amb una sòlida defensa formada per Antonio Rigamonti i Vito Callioni, però l'equip només va poder acabar en un quart lloc. La temporada següent, encara dirigida per Marchioro i amb la contribució de l'estrella en ascens Marco Tardelli, va arribar un segon ascens a la Sèrie A, però l'equip només va durar una temporada abans de tornar a baixar a la Sèrie B. Després de baixar a la Sèrie C1 el 1978, Como va tornar a ser entrenat per Marchioro amb el suport del director esportiu Lamberti, guanyant immediatament dos ascensos consecutius guanyant la Sèrie C1 la temporada 1978–79 i la Sèrie B la temporada 1979–80 amb Adriano Lombardi com el seu millor jugador. Després van romandre a la Sèrie A durant dues temporades.
El Como va aconseguir un altre ascens a la màxima categoria el 1984, amb un període de cinc anys a la Sèrie A que va demostrar el període més reeixit del club. La força d'atac de Dan Corneliusson i Stefano Borgonovo va permetre un 9è lloc el 1986, que es va repetir l'any següent amb molts menys gols marcats. La defensa del club, encapçalada per l'home dur Pasquale Bruno, va demostrar més que a l'alçada. Dos descensos consecutius a la C1 als anys noranta van provocar una dècada pobre per al Como, que es va trobar flotant durant la major part de la dècada de 1990 a la Sèrie C1. L'única excepció d'aquells mals anys va ser quan van aconseguir l'ascens a la Sèrie B la temporada 1994–95. El Como també va guanyar la Copa d'Itàlia Sèrie C 1996–97, guanyant la Nocerina a la final a doble partit amb un marcador global de 4–2.

### Fallida i breu ascens a la Sèrie B
El segle XXI va veure com el Como va experimentar un breu renaixement. L'ascens a la Sèrie B l'any 2001 es va veure afectat per un incident terriblement violent en un partit contra el Mòdena, que va provocar que el capità Massimiliano Ferrigno rebés una sanció de tres anys. No obstant això, van aconseguir l'ascens a la Sèrie A la temporada 2002–03; tanmateix, el retorn a la Sèrie A va resultar una gran decepció amb el conjunt dels dos últims durant tota la temporada, i la prohibició dels partits al Sinigaglia després de la violència de la multitud. Els descensos consecutius van provocar dificultats econòmiques; el desembre de 2004 el club va ser declarat en fallida. Cap inversor va aconseguir fer-se càrrec del club ja que l'oferta d'Enrico Preziosi va ser denegada i, per tant, es va liquidar l'empresa Calcio Como SpA. A causa de la regulació de la FIGC, una nova entitat, que es va anomenar Calcio Como Srl, va poder admetre a la Sèrie D 2005-06. El liquidador també va trobar que l'antic president Preziosi havia transferit alguns actius com els contractes dels jugadors al seu nou club Gènova, provocant el fracàs financer a Como. A la temporada 2007-08, el Como va guanyar la Sèrie D en acabar primer del grup, i va aconseguir l'ascens a la quarta categoria, Lega Pro Seconda Divisione la temporada següent. En aquesta temporada, el club també va guanyar la Copa d'Itàlia Sèrie D després de vèncer l'Colligiana amb un marcador global de 3-1 a la final a doble partit. El 2009, el Como finalment va tornar a la tercera categoria de la Lega Pro Prima Divisione, guanyant el play-off d'ascens després de derrotar el Rodengo Saiano amb un global d'1–1 i la Alessandria amb un global de 4–1. El 2015, el Como va acabar quart en el tercer nivell. Es van classificar per als play-offs d'ascens i van aconseguir l'ascens a la Sèrie B després de vèncer el Bassano Virtus amb un marcador global de 2-0 a la final a doble partit. Van tornar a baixar a la Lega Pro la temporada següent.
La temporada 2016-17 van sorgir nous problemes econòmics, que van obligar el club a ser declarat fora de negoci i a subhasta. A la quarta subhasta, els actius del club van ser adquirits per Akosua Puni Essien, dona del futbolista ghanés Michael Essien i que també és la primera empresaria estrangera del futbol italià (a través de la seva empresa FC Como Srl). La Federació Italiana de Futbol (FIGC) va rebutjar la sol·licitud del FC Como com a successor de Como la Sèrie C 2017-18, ja que el club no complia tots els criteris de l'article 52 de la NOIF A l'inici de la temporada, una altra empresa, que es va anomenar Como 1907 Srl, va ser admesa a la Sèrie D 2017-18, eliminant una altra subclàusula de l'article 52.

### Nova propietat i retorn a la Sèrie A

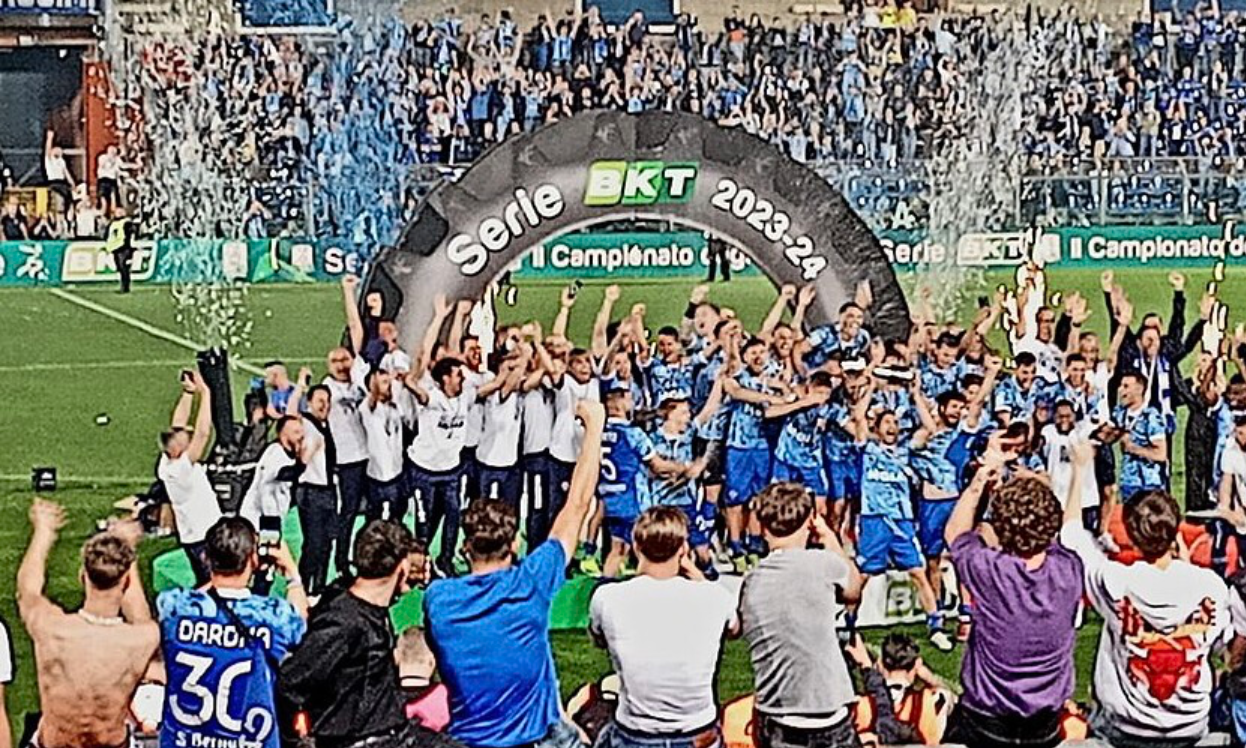
Els jugadors del Como van celebrar el seu primer ascens a la Sèrie A després de 21 anys, després del seu partit contra el Cosenza a la darrera jornada de la temporada 2023-24.

El 2019, el club va ser adquirit per l'empresa indonèsia Djarum Group liderada per Robert Budi Hartono i Michael Bambang Hartono, després que el club guanyés la Girona B de la Sèrie D 2018-19. El Como va tornar al futbol professional aquell any sota la propietat de l'home més ric del món i a Itàlia, segons Forbes, que a partir del 2022 guanyava 4 milions d'euros per hora. Des del 2021, el club està patrocinat per la filial de Djarum, Mola, fins al 2024. El 2021, l'exjugador del Chelsea FC Dennis Wise va ser nomenat conseller delegat del club després d'exercir un paper d'assessor des del 2019. A la temporada 2021-22, l'exjugador del club Giacomo Gattuso va ser nomenat entrenador i va aconseguir sobreviure a la zona de descens de la Sèrie B acabant en la tretzena posició, el millor resultat del club en els últims vint anys a la segona divisió. Aquest resultat es va repetir a la temporada 2022-23, amb el club que va acabar la temporada en tretzè lloc una vegada més amb Moreno Longo, que va substituir a Gattuso que va haver de deixar el club per motius personals a mitja temporada. L'agost del 2022, l'exjugador de l'Arsenal i del Barcelona, Cesc Fàbregas va arribar com a accionista minoritari, alhora que jugava al club com a jugador. Un altre accionista minoritari és una llegenda del futbol francès, Thierry Henry, que també s'hi va incorporar a finals de mes.
A la temporada 2023-24, el club va tenir un bon inici a la Sèrie B amb Longo i va pujar al capdamunt de la taula, però el 13 de novembre el club va decidir acomiadar l'entrenador i Cesc Fàbregas va intervenir com a entrenador interí ja que encara no tenia la llicència UEFA Pro. Un cop expirada l'exempció concedida, el 20 de desembre Como va nomenar el gal·lès Osian Roberts com a entrenador principal, amb Fàbregas degradat com a ajudant. Lariani va acabar la temporada en segona posició, cosa que els va fer tornar a la Sèrie A per a la temporada següent després d'una absència de 21 anys de la màxima categoria del futbol italià. L'ascens es va aconseguir l'última jornada de la temporada el 10 de maig de 2024, contra el Cosenza que va acabar 1–1, fent que el club acabés com a subcampió per sobre de Venezia amb una avantatge de tres punts. No és clar si el Como, que va esdevenir el club més ric de la Sèrie A, podrà jugar els seus partits a casa a l'Estadi Giuseppe Sinigaglia la temporada 2024-25, ja que el recinte no compleix els requisits com a estadi de la Sèrie A.
Evolució del nom:
- 1907-1926: Como Foot-Ball Club
- 1926-1936: Associazione Calcio Comense
- 1936-1938: Associazione Sportiva Como
- 1938-1970: Associazione Calcio Como
- 1970-2004: Como Calcio
- 2004-2017: Calcio Como
- 2017-avui: Como 1907

## Palmarès

### Lliga
- Sèrie B
  - Guanyadors: 1948–49, 1979–80, 2001–02
  - Subcampions: 1974–75, 1983–84, 2023–24
- Sèrie C
  - Guanyadors: 1930–31, 1967–68, 1978–79, 2020–21
  - Subcampions: 1993–94, 2000–2001
  - Guanyadors del play-off: 2014–15
- Sèrie D
  - Guanyadors: 2007–08, 2018–19
  - Guanyadors del play-off: 2008–09

### Copa
- Copa Itàlia Sèrie C
  - Guanyadors: 1996–97
  - Subcampions: 1992–93, 2014–15
- Copa Itàlia Sèrie D
  - Guanyadors: 2007–08

### Altres títols
- Copa Volta
  - Guanyadors: 1926–27
- Torneo Benefico Lombardo
  - Guanyadors: 1944–45

## Jugadors

### Plantilla 2025-26
A 6 agost 2025
| N. | Pos. | Nac. | Jugador                         |
| -- | ---- | --- | ------------------------------- |
| 1  | POR  | [[Fitxer:Flag of France (1794–1815, 1830–1974).svg\|23x15px\|border \|alt=França\|link=Selecció de futbol de França\|{{#if:\|]] | Jean Butez                      |
| 2  | DEF  | [[Fitxer:Flag of Germany.svg\|23x15px\|border \|alt=Alemanya\|link=Selecció de futbol d'Alemanya\|{{#if:\|]]                    | Marc-Oliver Kempf               |
| 3  | DEF  | [[Fitxer:Flag of Catalonia.svg\|23x15px\|border \|alt=Catalunya\|link=Selecció de futbol de Catalunya\|{{#if:\|]]               | Álex Valle                      |
| 5  | DEF  | [[Fitxer:Flag of Italy.svg\|23x15px\|border \|alt=Itàlia\|link=Selecció de futbol d'Itàlia\|{{#if:\|]]                          | Edoardo Goldaniga               |
| 6  | MIG  | [[Fitxer:Flag of France (1794–1815, 1830–1974).svg\|23x15px\|border \|alt=França\|link=Selecció de futbol de França\|{{#if:\|]] | Maxence Caqueret                |
| 7  | MIG  | [[Fitxer:Flag of France (1794–1815, 1830–1974).svg\|23x15px\|border \|alt=França\|link=Selecció de futbol de França\|{{#if:\|]] | Lucas Da Cunha                  |
| 8  | MIG  | [[Fitxer:Flag of Catalonia.svg\|23x15px\|border \|alt=Catalunya\|link=Selecció de futbol de Catalunya\|{{#if:\|]]               | Sergi Roberto                   |
| 9  | DAV  | [[Fitxer:Flag of Italy.svg\|23x15px\|border \|alt=Itàlia\|link=Selecció de futbol d'Itàlia\|{{#if:\|]]                          | Alessandro Gabrielloni (capità) |
| 10 | DAV  | [[Fitxer:Flag of Italy.svg\|23x15px\|border \|alt=Itàlia\|link=Selecció de futbol d'Itàlia\|{{#if:\|]]                          | Patrick Cutrone (2n capità)     |
| 11 | DAV  | [[Fitxer:Flag of Greece.svg\|23x15px\|border \|alt=Grècia\|link=Selecció de futbol de Grècia\|{{#if:\|]]                        | Anastasios Douvikas             |
| 13 | DEF  | [[Fitxer:Flag of Italy.svg\|23x15px\|border \|alt=Itàlia\|link=Selecció de futbol d'Itàlia\|{{#if:\|]]                          | Alberto Dossena                 |
| 14 | DEF  | [[Fitxer:Flag of Spain.svg\|23x15px\|border \|alt=Espanya\|link=Selecció de futbol d'Espanya\|{{#if:\|]]                        | Jacobo Ramón                    |
| 15 | DEF  | [[Fitxer:Flag of Italy.svg\|23x15px\|border \|alt=Itàlia\|link=Selecció de futbol d'Itàlia\|{{#if:\|]]                          | Fellipe Jack                    |
| 17 | DAV  | [[Fitxer:Flag of Spain.svg\|23x15px\|border \|alt=Espanya\|link=Selecció de futbol d'Espanya\|{{#if:\|]]                        | Jesús Rodríguez                 |
| 18 | DEF  | [[Fitxer:Flag of Spain.svg\|23x15px\|border \|alt=Espanya\|link=Selecció de futbol d'Espanya\|{{#if:\|]]                        | Alberto Moreno                  |
| 19 | DAV  | [[Fitxer:Flag of Germany.svg\|23x15px\|border \|alt=Alemanya\|link=Selecció de futbol d'Alemanya\|{{#if:\|]]                    | Nicolas Kühn                    |

| N. | Pos. | Nac. | Jugador               |
| -- | ---- | --- | --------------------- |
| 20 | MIG  | [[Fitxer:Flag of Croatia.svg\|23x15px\|border \|alt=Croàcia\|link=Selecció de futbol de Croàcia\|{{#if:\|]]                       | Martin Baturina       |
| 22 | POR  | [[Fitxer:Flag of Italy.svg\|23x15px\|border \|alt=Itàlia\|link=Selecció de futbol d'Itàlia\|{{#if:\|]]                            | Mauro Vigorito        |
| 23 | MIG  | [[Fitxer:Flag of Argentina.svg\|23x15px\|border \|alt=Argentina\|link=Selecció de futbol de l'Argentina\|{{#if:\|]]               | Máximo Perrone        |
| 26 | MIG  | [[Fitxer:Flag of Germany.svg\|23x15px\|border \|alt=Alemanya\|link=Selecció de futbol d'Alemanya\|{{#if:\|]]                      | Yannik Engelhardt     |
| 28 | DEF  | [[Fitxer:Flag of Croatia.svg\|23x15px\|border \|alt=Croàcia\|link=Selecció de futbol de Croàcia\|{{#if:\|]]                       | Ivan Smolčić          |
| 31 | DEF  | [[Fitxer:Flag of Kosovo.svg\|23x15px\|border \|alt=Kosovo\|link=Selecció de futbol de Kosovo\|{{#if:\|]]                          | Mërgim Vojvoda        |
| 38 | DAV  | [[Fitxer:Flag of Senegal.svg\|23x15px\|border \|alt=Senegal\|link=Selecció de futbol del Senegal\|{{#if:\|]]                      | Assane Diao           |
| 42 | DAV  | [[Fitxer:Flag of the Netherlands.svg\|23x15px\|border \|alt=Països Baixos\|link=Selecció de futbol dels Països Baixos\|{{#if:\|]] | Jayden Addai          |
| 44 | MIG  | [[Fitxer:Flag of Ireland.svg\|23x15px\|border \|alt=Irlanda\|link=Selecció de futbol de la República d'Irlanda\|{{#if:\|]]        | Naj Razi              |
| 51 | MIG  | [[Fitxer:Flag of Peru.svg\|23x15px\|border \|alt=Perú\|link=Selecció de futbol del Perú\|{{#if:\|]]                               | Francesco Andrealli   |
| 58 | MIG  | [[Fitxer:Flag of Italy.svg\|23x15px\|border \|alt=Itàlia\|link=Selecció de futbol d'Itàlia\|{{#if:\|]]                            | Giuseppe Mazzaglia    |
| 77 | DEF  | [[Fitxer:Flag of Belgium (civil).svg\|23x15px\|border \|alt=Bèlgica\|link=Selecció de futbol de Bèlgica\|{{#if:\|]]               | Ignace Van Der Brempt |
| 79 | MIG  | [[Fitxer:Flag of Argentina.svg\|23x15px\|border \|alt=Argentina\|link=Selecció de futbol de l'Argentina\|{{#if:\|]]               | Nico Paz              |
| 90 | DAV  | [[Fitxer:Flag of Spain.svg\|23x15px\|border \|alt=Espanya\|link=Selecció de futbol d'Espanya\|{{#if:\|]]                          | Iván Azón             |
| —  | MIG  | [[Fitxer:Flag of England.svg\|23x15px\|border \|alt=Anglaterra\|link=Selecció de futbol d'Anglaterra\|{{#if:\|]]                  | Dele Alli             |